# NGC 2661
NGC 2661 is een spiraalvormig sterrenstelsel in het sterrenbeeld Kreeft. Het hemelobject werd op 19 maart 1784 ontdekt door de Duits-Britse astronoom William Herschel.

## Synoniemen
- UGC 4584
- MCG 2-23-4
- ZWG 61.8
- IRAS 08432+1248
- PGC 24632